# ديفيد جنكينز
ديفيد جنكينز (بالإنجليزية: David Jenkins)‏ هو مغني وكاتب أغاني وعازف قيثارة أمريكي، ولد في 29 أغسطس 1947.

## وصلات خارجية
- ديفيد جنكينز على موقع ميوزك برينز (الإنجليزية)
- ديفيد جنكينز على موقع ديسكوغز (الإنجليزية)